# Les Choristes
Les Choristes (Nederlands: De Koorzangers) is een Frans-Zwitsers-Duitse musical- en dramafilm uit 2004, geregisseerd door Christophe Barratier met muziek van Bruno Coulais. De film is gebaseerd op het verhaal van de film La Cage aux rossignols uit 1945.
De film gaat over de succesvolle dirigent Pierre Morhange (Jacques Perrin, als kind Jean-Baptiste Maunier), die in 1999, na een concert in New York, naar Frankrijk terugkeert als zijn moeder sterft. Zijn oude klasgenoot Pépinot (Didier Flamand) zoekt hem op en samen bladeren ze door het dagboek van hun vroegere muziekleraar Clément Mathieu (Gérard Jugnot), waarbij ze herinneringen ophalen aan hun kindertijd.
Dan keert het verhaal door middel van een flashback terug naar 1949, naar de kindertijd van Pierre en Pépinot. In 1949 was Pierre Morhange de ongemanierde zoon van Violette (Marie Bunel), een alleenstaande moeder. Hij, Pépinot en vele anderen zitten op een kostschool voor "moeilijke" jongens. De school heet Fond de L'Étang ("Bodem van de vijver") en heeft een strikte en strenge directeur, monsieur Rachin (François Berléand). Een nieuwe leraar, Clément Mathieu, doet de school en zijn leerlingen opfleuren door een zangkoor op te richten, wat leidt tot de ontdekking van Pierre's muzikaal talent en een verhoogde discipline onder de leerlingen.
Naar aanleiding van de Oscaruitreiking van 2004 was de film genomineerd voor een Oscar in de categorieën Beste niet-Engelstalige film en Beste originele nummer, maar kon deze nominaties niet verzilveren.

## Verhaal
In 1999 verneemt Pierre Morhange, die op dat moment als dirigent een concert geeft in New York, het overlijden van zijn moeder vlak voor het optreden. Na het concert, waar hij overigens de Künstlerleben-wals van Johann Strauss jr. bracht, keert hij naar Frankrijk terug. Eens in Frankrijk staat zijn oude klasgenoot Pépinot plots bij hem voor de deur. Beiden hebben elkaar 50 jaar niet meer gezien. Pépinot heeft het dagboek van hun oude muziekleraar bij zich, en samen lezen ze erin.

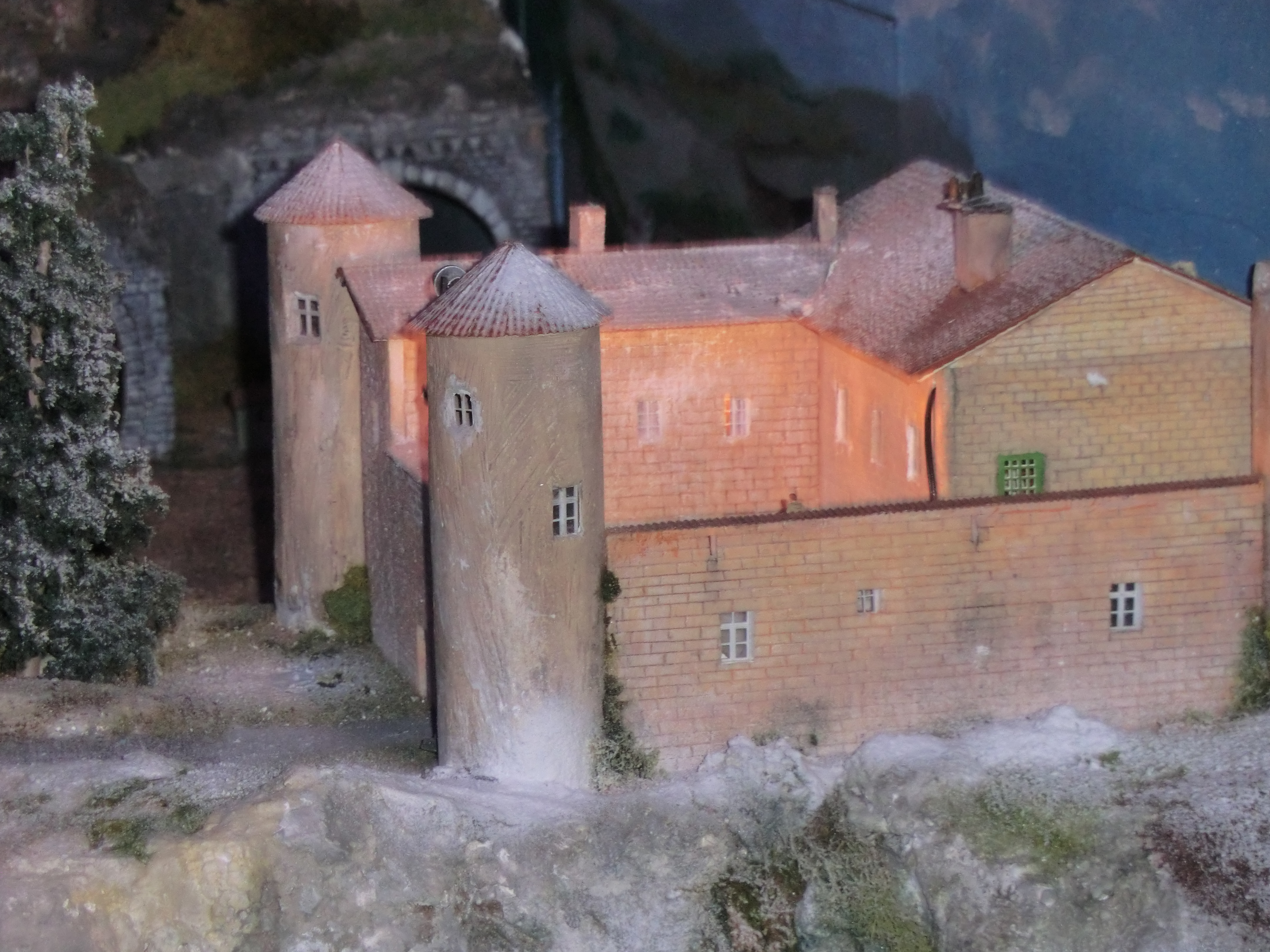
Maquette van het Fond de l'Étang, de school uit de film.

In 1949, vijftig jaar eerder, arriveert Clément Mathieu, een mislukte musicus, aan het Fond de l'Étang, een Franse kostschool voor moeilijk opvoedbare jongens, waar hij als leraar aan de slag gaat. Aan de poorten van het domein ziet hij een jongen, Pépinot, die aan de poort staat te wachten op zijn ouders. Clément verneemt later dat de ouders van Pépinot zijn gedood door de nazi-bezetter tijdens de pas afgelopen Tweede Wereldoorlog. Pépinot weet dit echter niet. Clément ontdekt dat de leerlingen genadeloos worden gestraft door Rachin, de schooldirecteur. Clément probeert de kinderen voor zich te winnen met een vriendelijke houding en humor. Als Le Querrec, een stoute leerling, een valstrik uitzet, waardoor de oude conciërge Maxence zwaar gewond geraakt, verzwijgt hij diens schuld aan de directeur en laat hij de betrokken leerling Maxence verzorgen tijdens zijn revalidatie. Als Clément de kinderen onbeleefde liederen over hem hoort zingen, komt hij met een plan om de kinderen te disciplineren: het oprichten van een zangkoor. Hij laat alle jongens een voor een zingen en deelt hen dan in volgens hoogte van hun zangstem. Een onder hen, Pierre, weigert echter koppig om te zingen. Clément hoort hem echter op een bepaald moment zingen, en ontdekt zo alsnog het zangtalent van Pierre. Het levert hem solo-stukken op in de opvoeringen van het zangkoor, op voorwaarde dat hij zich gedraagt.
Violette, de alleenstaande moeder van Pierre, komt op een bepaalde dag op bezoek in de school. Ze kan haar zoon echter niet ontmoeten omdat hij als straf opgesloten is. Hij voelt er zich schuldig voor en vertelt aan Violette dat haar zoon afwezig is omdat hij naar de tandarts is. Ondertussen komt er een rebelse en onhandelbare nieuwkomer onder de kinderen aan. Deze jongen heet Mondain. Hij verstoort regelmatig de orde in de school. Nadat er een horloge wordt gestolen op de school, wordt Mondain verdacht van de diefstal en wordt hij als straf twee weken opgesloten. Tegelijkertijd maakt het koor snel vorderingen, met Pierre als leidende solist. De kinderen zijn nu gelukkiger dan voorheen en het ijzeren gezag van directeur Rachin brokkelt af. Nadat Mondain wordt vrijgelaten na twee weken straf, loopt hij weg van school en wordt er tegelijkertijd opnieuw gestolen op de school. Deze keer verdwijnt er geld. Mondain wordt teruggevonden. De directeur verdenkt hem eveneens van deze diefstal en levert hem aan de politie over, terwijl het geld echter niet wordt teruggevonden. Gelijktijdig verbiedt hij het koor, waardoor Clément en de leerlingen hun zangkunsten clandestien moeten verderzetten. Er wordt 's nachts gerepeteerd in de slaapzaal.
Clément ontmoet de moeder van Pierre opnieuw en wordt verliefd op haar. Violette merkt hier echter niets van. Clément helpt Pierre met het regelen van een studieplaats aan het conservatorium van Lyon. Op zekere dag doorprikt Violette, zonder dat ze het weet, de liefdesdroom van Clément, als ze hem toevertrouwt dat ze een relatie is aangegaan met een ingenieur. Ondertussen hoort de lokale gravin, die de school geldelijk steunt, van het bestaan van het jongenskoor. Hierop geeft het koor een concert voor de gravin en andere notabelen. Pierre krijgt de kans om een solo-opvoering te brengen. De gravin is zeer verheugd met het koor. Directeur Rachin, die altijd tegen het koor was, merkt dit op en laat uitschijnen dat hij en niet Clément de geestelijke vader is van het koor, om bij de gravin indruk te maken. Clément ontdekt vervolgens dat niet Mondain maar Corbin het geld heeft gestolen. Mondain blijkt hierdoor al die tijd onschuldig te zijn geweest. Desondanks weigert Rachin toch de herintegratie van Mondain in de school. Clément wordt boos vanwege deze onrechtvaardige houding van de schooldirecteur. De ijdele Rachin wordt als (schijn)vertegenwoordiger van het koor ontvangen op het lokale gemeentehuis. Hij is blij zich in hogere kringen te kunnen begeven en hoopt zijn kans te kunnen grijpen om op te klimmen op de sociale ladder. Clément en Maxence gaan niet akkoord met deze houding van hun directeur. Ze trekken daarom op stap met de kinderen in de bossen buiten het schooldomein. Op dit moment, waarop er niemand aanwezig is in de school, komt Mondain opdagen. Hij sticht met een sigaret brand in de school, die deels afbrandt. Als Rachin terug aankomt op de school is hij furieus: hij ziet immers zijn sociale promotie in het water vallen. In zijn woedebui ontslaat hij Clément en schorst hij Maxence. Mathieu moet onmiddellijk de school verlaten en krijgt niet de kans afscheid te nemen van zijn leerlingen, met wie hij nu een goede band had opgebouwd. De leerlingen gooien echter papieren vliegtuigjes door de ramen van hun klaslokaal en zingen de liederen die hij hen heeft aangeleerd. Clément wordt diep geraakt door dit gebaar en verlaat het domein, mijmerend over deze nieuwe mislukking en zijn onbekend bestaan.
Eenmaal terug in het heden lezen Pierre en Pépinot de laatste bladzijden van het dagboek van hun leraar Clément en overlopen ze hun leven. Pierre werd toegelaten op het conservatorium en groeide uit tot een succesvol orkestleider. Pépinot onthult dat Mathieu muzieklessen bleef geven voor de rest van zijn leven.
De laatste scène toont hoe Pépinot als kleine jongen is weggelopen uit de school, de pas ontslagen Clément achterna. Die ontdekt net voor hij op de bus wil stappen dat Pépinot hem achtervolgde. De jongen vraagt zijn ex-leraar om met hem mee te gaan. Clément twijfelt kort en weigert het, waarop hij instapt en de bus wegrijdt. De bus stopt echter enkele meters verder, en de busdeur wordt alsnog geopend voor Pépinot. Clément blijkt Pépinot vervolgens te hebben opgevoed.

## Rolverdeling
- Gérard Jugnot als Clément Mathieu, en leraar en mislukt musicus
- François Berléand als monsieur Rachin, de strenge directeur Fond de L'Étang
- Kad Merad als Chabert, de leraar lichamelijke opvoeding van de school
- Jean-Paul Bonnaire als Maxence, de conciërge van de school
- Marie Bunel als Violette Morhange, de alleenstaande moeder van Pierre
- Jean-Baptiste Maunier als Pierre Morhange, een ongemanierde leerling met een mooie stem
  - Jacques Perrin als de oudere Morhange, nu een populair dirigent
- Maxence Perrin als Pépinot, een leerling die weigert te geloven dat zijn ouders overleden zijn
  - Didier Flamand als de oudere Pépinot
- Grégory Gatignol als Mondain, een onbezonnen en kwaadwillige oudere leerling
- Cyril Bernicot als Le Querrec, een stoute leerling in de school